# 景姓
景姓為中文姓氏之一，在《百家姓》中排名第253位。

## 起源
景氏的主要渊源有二，
一源自芈姓，为楚平王的后裔。1973年湖北当阳赵家湖楚城遗址1号台基出土了一件青铜钟，铭文为：“秦王卑命，竞平王之定救秦戎”。武汉大学历史系教授黄锡全认为铭文中的竞平王是“武力强大或强盛的楚平王”的意思，而北京大学人文讲席教授李零将铭文中的“竞平王”的竞平二字解读为楚平王的双字谥，他又根据包山楚简和其他出土青铜器进一步指出，战国时期的楚国景氏，便是楚平王的后裔。根据2013年入藏武汉大学的一批战国竹简的记载，武汉大学历史学院教授陈伟推断景姓出自楚平王的庶长子子西。  
另一《姓氏考略》是炎帝一支，姜姓，记载为春秋时代齐景公之后，其子孙以谥为姓。
另外还有出自少数民族中的景姓。满族、朝鲜族、阿昌族、傣族等皆有景姓。

## 族谱
目前仅看到的是收藏于上海图书馆和河北大学图书馆的：浙江“余姚周行景氏宗谱”，共六卷，景怀燕传辑，民国28年，念祖堂木刻本六册。还有清光绪二十三年吉林四平景姓一支景文玺修的《景氏族谱》。

## 延伸阅读
[在维基数据编辑]
 《百家姓》
 《欽定古今圖書集成·明倫彙編·氏族典·景姓部》，出自陈梦雷《古今圖書集成》